# Landqart
Die Landqart AG (ohne U) ist eine Schweizer Papierfabrik, spezialisiert auf Hochsicherheitspapiere, insbesondere Banknotensubstrate sowie Pass- und Visapapiere. Der in Landquart GR stehende Betrieb verfügt über zwei Papiermaschinen mit einer Gesamtkapazität von über 10'500 Jahrestonnen Rundsiebpapier (PM1 7'500, PM2 2'500 Tonnen).
Von den rund 250 Beschäftigten der Landqart AG wird Banknotenpapier für mehr als 50 Nationalbanken hergestellt. Das Unternehmen ist die einzige Sicherheitspapierfabrik der Schweiz, der einzige Hersteller des Papiers zum Druck der Banknoten des Schweizer Frankens, ausserdem der einzige Hersteller von Eurobanknotenpapier ausserhalb des Euroraumes.

## Geschichte

Die alte Papierfabrik Landquart, fotografiert von Walter Mittelholzer zwischen 1918 und 1937.

Die Fabrik besteht seit 1872 am Standort Landquart im Kanton Graubünden. Anfangs produzierte man mit Erfolg Verpackungspapier, so dass Filialen gegründet wurden, aber auch wieder aufgelöst wurden. Es kam mehrfach zu Bränden, was Ende der 1930er Jahre zu einem Neubau des Werks führte. In den Jahren der Hyperinflation profitierte das Werk von der starken Nachfrage nach Papier für Banknoten. In den 1940 und 1950er Jahren war die Fabrik der einzige Schweizer Hersteller von Pergamentpapier. Die Tochterfirma Couvertfabrik Emmishofen AG in Kreuzlingen verkaufte man im Jahr 1949 zu 86 % an Heinrich Wipf, 1951 dann komplett. 1972 begann die Spezialisierung auf Wertschriften- und Banknotenpapier, 1973 erfolgte die Fusion mit der Zürcher Papierfabrik an der Sihl. Diese verkaufte alle Anteile an der Fabrik in Landquart zusammen mit der Schwestergesellschaft Dresden Papiere im ostdeutschen Heidenau für rund 20 Millionen Franken per 14. Dezember 2001 an den US-amerikanischen Zellstoff-Konzern Mercer International mit Sitz in Zürich. Ab 1. August 2007 gehörte Landqart zur kanadischen Unternehmensgruppe Fortress Paper. Bis Oktober 2010 produzierte die PM1 als zweites Standbein Spezialpapiere für den grafischen Markt und industrielle Anwendungen, wurde dann aber bis 2011 ebenfalls auf Sicherheitspapier umgebaut, um dessen Produktion ausweiten zu können.
Nachdem Landqart bereits 2016 Firmengrundstück und Gebäude in einer Sale-Lease-Back-Transaktion verkauft hatte, geriet sie – nachdem ein internationaler Kunde einen Grossauftrag storniert hatte und dadurch der Umsatz und noch mehr die Umsatzerwartungen einbrachen – Ende 2017 in finanzielle Schwierigkeiten und führte teilweise Kurzarbeit ein. Im Dezember 2017 übernahm die Schweizerische Nationalbank (SNB) 90 % der Unternehmensanteile der Landqart AG sowie der Landqart Management and Services AG, welche die relevanten Patente für die Aktivitäten der Landqart AG hält. Dieser Schritt, die erste Übernahme durch die SNB seit Jahrzehnten, war notwendig, weil nur Landqart die Technologie zur Produktion des dreischichtigen Substrats Durasafe für die neunte Serie Banknoten des Schweizer Frankens besitzt. Die restlichen 10 % der Gesellschaften übernahm die Orell Füssli Holding, deren Tochter Orell Füssli Sicherheitsdruck AG zu einem Drittel ebenfalls der SNB gehört und die Schweizer Frankennoten druckt. Der Gesamtkaufpreis lag bei 21,5 Millionen Franken.